# Tata Consultancy Services
 (novembre 2015).
Si vous disposez d'ouvrages ou d'articles de référence ou si vous connaissez des sites web de qualité traitant du thème abordé ici, merci de compléter l'article en donnant les références utiles à sa vérifiabilité et en les liant à la section « Notes et références ».
Tata Consultancy Services ou TCS (BSE : 532540) est une entreprise indienne, filiale du Groupe Tata. Elle est l'une des plus importantes sociétés de services en informatique au monde. 
Tata Consultancy Services emploie 488 000 consultants, dans 46 pays à travers le monde, et possède plus de 100 centres de services. La société, dont le chiffre d'affaires consolidé a atteint les 22,2 milliards de dollars sur l’exercice clos au 31 mars 2021, est cotée sur le National Stock Exchange et le Bombay Stock Exchange, en Inde.
En France, Tata Consultancy Services a réalisé un chiffre d'affaires de 233,3 millions d'euros en 2020 avec un effectif de près de 1 300 employés, répartis sur 3 sites (Paris, Lille et Poitiers).

## Histoire
Le 16 janvier 2014 Tata Consultancy Services annonce une croissance de 33 % de ses ventes sur le dernier trimestre 2013, avec 2,55 milliards d'euros.
En novembre 2020, Deutsche Bank annonce la vente de sa filiale informatique Postbank Systems, regroupant 1 500 employés, à Tata Consultancy Services pour un montant d'un euro symbolique, Deutsche Bank prenant à sa charge certains coûts de transformation pour 120 millions d'euros,.

## Sources et références
1. ↑  Knowledge Graph (graphe de connaissances), consulté le 25 mai 2020.
2. ↑  « Annual Report 2020-2021 », sur TCS.com, 6 octobre 2021.
3. ↑  « Fiche TATA CONSULTANCY SERVICES FRANCE », sur Societe.com, 6 octobre 2021.
4. ↑  Sébastien Dumoulin, « TCS, la SSII de Tata, ouvre un nouveau site à Paris », sur LesEchos, 19 juin 2018.
5. ↑  Jean-Baptiste Jacquin,La routine époustouflante de l’indien Tata Consultancy, Le Monde, 17 janvier 2014.
6. ↑  « Deutsche Bank to sell IT unit to Tata as it trims staff », sur Reuters, 9 novembre 2020.
7. ↑  Steven Arons, « Deutsche Bank to Sell IT Unit to Tata Consultancy Services », sur Bloomberg, 9 novembre 2020.